# ماثيو غرينفيلد
ماثيو غرينفيلد (بالإنجليزية: Matthew Greenfield)‏ هو منتج أفلام وكاتب سيناريو ومخرج أمريكي، ولد في 14 سبتمبر 1968 في بوسطن في الولايات المتحدة.

## وصلات خارجية
- ماثيو غرينفيلد على موقع IMDb (الإنجليزية)
- ماثيو غرينفيلد على موقع ألو سيني (الفرنسية)
- ماثيو غرينفيلد على موقع أول موفي (الإنجليزية)
- ماثيو غرينفيلد على موقع قاعدة بيانات الأفلام السويدية (السويدية)
- ماثيو غرينفيلد على موقع قاعدة بيانات الفيلم (الإنجليزية)
- ماثيو غرينفيلد على موقع كينوبويسك (الروسية)